# 黒水仙 (1947年の映画)
『黒水仙』（くろすいせん、原題・英語: Black Narcissus）は、1947年に製作・公開されたイギリスの映画である。インド・ヒマラヤ山麓の女子修道院を舞台としたルーマー・ゴッデンの小説の映画化であり、マイケル・パウエルとエメリック・プレスバーガーが共同で脚本を書き、共同で監督し、デボラ・カーが主演した。
インドでは一切、ロケーションは行われず全て書割でスタジオに美術が作られ、テクニカラー作品として撮影されている。
本作はその技術的な優秀さが高く評価され、撮影監督のジャック・カーディフはアカデミー撮影賞とゴールデングローブ賞撮影賞を受賞し、アルフレッド・ユンゲはアカデミー美術賞を受賞した。

## ストーリー
ヒマラヤ山脈の藩王国を統治するラージプート族の将軍トーダ・ライは、高い崖の上にあるかつてのハーレム、モプに学校と病院を設立するため、英国国教会の修道女たちを招聘する。野心的なシスター・クローダーは修道院長に任命され、他の4人の修道女と共にモプに派遣される。シスター・フィリッパは園芸、シスター・ブリオニーは診療所、シスター・ブランチ（通称「シスター・ハニー」）はレース編み、そして情緒不安定なシスター・ルースは英語と数学を教える。5人はいずれも白人の英国人で、慣れない植民地時代の環境で働くことになる。
将軍の英国代理人であるディーン氏は、様々な社会的・環境的問題を理由に、このプロジェクトに強い懐疑心を抱いている。彼は、モンスーンの時期が終われば修道女たちはすぐに去るだろうと予測している。修道会は年末にすべての修道女の辞職を認めているため、クローダーにとって修道女たちの健康管理は極めて重要である。
シスターは地元の人々に馴染むのに苦労する。インド人の使用人であるアング・アヤは、尼僧たちと宮殿を共有することを嫌がる。将軍の裕福な叔父は、今ではヒンドゥー教の聖者となっているが、修道院の敷地内にある山で瞑想に明け暮れ、誰とも口をきこうとしない。姉妹は、気まぐれな行動で知られる地元の少女カンチの教育を引き受けるが、アヤは盗みを働いたカンチを鞭で打つ。
修道院のシスターたちは、周囲の環境によって引き起こされた健康問題や精神的な問題を抱え始める。クローダーは失恋を思い出し、それがきっかけでイギリスを離れ、修道会に入会する。そんなクローダーにルースは嫉妬する。フィリッパは周囲の環境に身を任せ、菜園に花を植える。ハニーは地元の子供たちとの愛情を育むが、致命的な病気の赤ん坊に効果のない薬を与えたことで赤ん坊は亡くなってしまう。修道女たちが赤ん坊の命を救えなかったことで地元の人々は怒り、地元の人々の心は修道院から離れていく。ディーン氏はクローダーに諦めて帰るよう勧めるが、彼女は留まることを主張する。
シスターたちは貞節の誓いにも葛藤していた。古きハーレムの官能的な壁画に絶えず誘惑され、誘惑に駆られていたのだ。さらに、当初は女子のみを教育する計画だったものの、西洋文化の指導を必要とする将軍の跡継ぎ男子には例外を設けざるを得なかった。彼はすぐにカンチに恋をする。ルースは肉感的なまでにハンサムなディーン氏に夢中になり、ある日彼を魅了しようと、魅惑的で現代的なドレスを注文する。クローダーもディーン氏の無頓着さと不遜さに苛立ちながらも、次第に彼に惹かれていく。フィリッパは新しい修道院への転属を願い、「植民地で生き抜くには、ディーン氏のように生きるか、聖人のように生きるかのどちらかしかない。それを無視するか、それともそれに身を委ねるかだ」と訴えた。
ルースは辞職し、イギリスへ帰国する意向を表明する。修道院は極度の人手不足のため、クローダーがルースを訪ね、留まるよう説得する。修道服から新しいドレスに着替えていたルースは、クローダーの前で大胆に口紅を塗り、解放の証を示す。彼女は修道院を抜け出し、ディーン氏の家を訪れ愛を告白するが、拒絶される。傷心のルースは精神を病み、クローダーを殺そうと修道院に戻る。クローダーが朝の礼拝の鐘を鳴らすと、ルースは彼女を崖っぷちから突き落とそうとする。格闘の末、ルースが転落死する。
ルースの死は修道院にとって最後の一撃となり、修道院は閉鎖された。残された修道女たちは、ディーン氏が当初予想していたよりも早く、モンスーンの時期の到来と同時に出発した。ディーン氏は彼女らに別れを告げようとしたが、クローダーは彼に最後の願いとして、ルースの墓参りをしてほしいと頼み、ディーン氏はそれを受け入れる。クローダーとディーン氏は手を握り合い、意味ありげな表情を交わすが、クローダーは気を取り直して旅立っていくのであった。

## キャスト
| 役名                                  | 俳優                       | 日本語吹き替え | 日本語吹き替え | 日本語吹き替え | 日本語吹き替え |
| 役名                                  | 俳優                       | NHK版          | TBS版1         | TBS版2         | PDDVD版        |
| ------------------------------------- | -------------------------- | -------------- | -------------- | -------------- | -------------- |
| シスター・クローダー                  | デボラ・カー               | 月丘千秋       | 藤野節子       | 藤波京子       | 兒玉彩伽       |
| ディリップ・ライ将軍 - 若き将軍       | サブー                     |                |                |                | 大塚智則       |
| ディーン - 英国人男性                 | デヴィッド・ファーラー     | 森塚敏         |                | 森川公也       | 御園行洋       |
| シスター・フィリッパ                  | フローラ・ロブソン         |                |                | 中村紀子子     | 七瀬みーな     |
| トーダ・ライ将軍                      | エズモンド・ナイト         |                |                |                |                |
| カンチ - 孤児の少女                   | ジーン・シモンズ           | 本山可久子     |                | 田上和枝       | 氷室衣鈴歌     |
| シスター・ルース                      | キャスリーン・バイロン     | 三条美紀       |                | 中西妙子       | 林佳代子       |
| シスター・ハニー（ブランチ）          | ジェニー・レアード         |                |                |                |                |
| シスター・ブリオニー                  | ジュディス・ファース       |                |                |                |                |
| アング・アヤ - 使用人                 | メイ・ハラット             | 山岡久乃       |                |                | 峰松希匡       |
| ジョセフ・アンソニー - インド人の少年 | エディ・ホエリー・ジュニア |                |                |                |                |
| コン - クローダーの元婚約者           | ショーン・ノーブル         |                |                |                |                |
| マザー・ドロテア                      | ナンシー・ロバーツ         |                |                |                |                |
| プーバ                                | レイ・オン                 |                |                |                |                |

- NHK版：初回放送1963年1月1日『劇映画』
- TBS版1：初回放送1965年11月13日『週末名画劇場』
- TBS版2：初回放送1973年11月12日『月曜ロードショー』

## スタッフ
- 監督/製作/脚本：マイケル・パウエル、エメリック・プレスバーガー
- 音楽：ブライアン・イースデイル
- 撮影：ジャック・カーディフ
- 編集：レジナルド・ミルズ
- 衣装：ハイン・ヘックロス

## 受賞
- ニューヨーク映画批評家協会賞 主演女優賞：デボラ・カー
- アカデミー撮影賞（カラー）：ジャック・カーディフ
- アカデミー美術賞（カラー）：アルフレート・ユンゲ
- ゴールデングローブ賞撮影賞：ジャック・カーディフ

## 評価
映画批評集積サイトのRotten Tomatoesでは、38件のレビューに基づいてこの映画の支持率は100％で、平均評価は9/10である。。Metacriticでは、この映画は15件のレビューに基づいて86点を獲得しており、「普遍的な称賛」を示しています。2005年にこの映画をレビューしたThe GuardianのPeter Bradshawは、 5つ星のうち5つを与え、監督、演技、美術設計を称賛し、「私のこれまでのお気に入りのトップ10」と記した。
FilmsiteのTim Dirksは別の回顧的なレビューで、この映画を「挑発的で、まばゆいばかりで、色彩豊かな」と評した。
本作は、インドが1947年8月にイギリスから独立するわずか数ヶ月前に公開された。映画評論家のデイブ・ケアは、姉妹がヒマラヤを捨て山を下りていく映画の最後の映像は、1947年のイギリス人の観客には「衰退する帝国への最後の別れ」と解釈された可能性があると述べている。彼は、映画製作者にとって、それは敗北のイメージではなく、「イギリスが決して所有も理解もしなかった何かからの敬意を込めた理性的な撤退」のイメージだったと示唆している。